# José Reyes (shortstop)
José Bernabé Reyes (11 de junio de 1983, Villa González, República Dominicana) conocido como José Reyes "La Melaza", es un cantante de música urbana latina, ex campocorto dominicano de Grandes Ligas que jugó para los New York Mets, Miami Marlins, Toronto Blue Jays y Colorado Rockies. 
Lideró las Grandes Ligas en triples en 2005, 2006 y 2008, y encabezó la Liga Nacional en bases robadas en 2005, 2006 y 2007. También es líder de todos los tiempos en carreras anotadas, triples y bases robadas dentro de la franquicia de los Mets de Nueva York.

## Ligas menores
Reyes fue descubierto por los scouts de los Mets de Nueva York durante un campamento de entrenamiento en Santiago en el verano de 1999. Después de las preocupaciones iniciales sobre el pequeño físico de Reyes, los Mets le ofrecieron un contrato, que firmó el 16 de agosto de 1999. A pesar de que tradicionalmente el equipo envía a los jóvenes recién firmados a jugar para su academia dominicana, los Mets hicieron una excepción con Reyes y lo enviaron a los Estados Unidos para jugar en el equipo Kingsport Mets de la Appalachian League en la temporada del 2000. Terminó la temporada con un promedio de.250 en 49 juegos.
Para la temporada de 2001, Reyes fue asignado al equipo de Clase-A Columbia Bombers. Se destacó tanto en el campo de juego como en el plato, bateando.307 con 42 hits de extra bases y ganó el Jugador del Año.
Después de pasar algún tiempo en el campo de spring training de las Grandes Ligas, Reyes comenzó la temporada 2002 con los St. Lucie Mets en la Clase A-avanzada Florida State League. En los primeros 3 meses de la temporada, demostró que podía subir de categoría, y fue promovido al equipo de Doble-A Binghamton Mets. En su primer partido, Reyes tuvo 5 hits y remolcó cuatro carreras, y terminó la temporada con un promedio de.287, robando 27 bases y logrando 26 hits de extra-base a través de 65 partidos.
El 15 de diciembre de 2002, los Mets negociaron a su primer torpedero Rey Ordóñez a Tampa Bay Rays, al parecer, despejando el camino para que Reyes se convertiera en el campocorto titular para la próxima temporada. Sin embargo, dos semanas después, los Mets firmaron al veterano Rey Sánchez con un contrato de un año, con el plan de permitir que Reyes madurara en las menores. Reyes pasó los primeros dos meses de la temporada 2003 en el equipo de Triple-A, Norfolk Tides, donde bateó para.269 y se robó 26 bases en apenas 42 partidos.
Las lesiones de Mike Piazza y Mo Vaughn habían contribuido con los pobres resultados de los Mets en el Este de la Liga Nacional, y, finalmente, convenció al mánager Art Howe, a empezar a utilizar algunos de los jóvenes talentos del equipo. Cuando Rey Sánchez se lesionó el pulgar el 5 de junio de 2003, Reyes recibió su llamada a filas a las Grandes Ligas, justo un día antes de su cumpleaños número 20.

## Grandes Ligas

### 2003-2005
Reyes hizo su debut en Grandes Ligas el 10 de junio de 2003 contra los Rangers de Texas, yéndose de 4-2 con un par de carreras en la derrota 9-7. Después del partido, Reyes recogió la pelota y se la envió a sus padres. Durante las siguientes semanas, la forma impresionante de Reyes continuó, incluyendo un grand slam contra el lanzador Jarrod Washburn en una victoria de 8-0 sobre los Angelinos de Anaheim. Cuando Rey Sánchez completó su mes en la lista de lesionados, Reyes mostró más poder asegurando su puesto como titular que Sánchez tuvo que conformarse con un lugar en la banca.
La temporada de Reyes se vio interrumpida un mes antes por un esguince en el tobillo, pero se las arregló para poner números impresionantes como novato. En 69 juegos, bateó para.307 con 32 remolcadas y 13 bases robadas. Terminó octavo en la votación para Novato del Año de la Liga Nacional.
Antes de la temporada 2004, los Mets firmaron la estrella japonesa Kazuo Matsui, cuya única condición a la firma era que él tuviera la oportunidad de jugar su posición normal, el campocorto. Como resultado, a Reyes se le pidió que aprendiera a jugar en la segunda base. Las enormes expectativas puestas en Reyes para la temporada 2004 se vieron malogradas, cuando se torció el tendón de la corva y se mantuvo en la lista de lesionados hasta el 19 de junio.
Cuando regresó, los Mets estuvieron involucrados en una serie muy reñida en el Este de la Liga Nacional con los Marlins de la Florida, Filis de Filadelfia y Bravos de Atlanta. Sin embargo, un problema en la espalda de Reyes y lesiones en otros miembros claves de los Mets condujo a un colapso y en lugar de estar involucrados en una carrera por el título, el equipo se encontró luchando por mantenerse fuera del último lugar de la división. Al final de la temporada, Reyes había regresado a su posición preferida, el campocorto, con Matsui pasando a la segunda base. Reyes terminó con una decepcionante temporada con un promedio de bateo de.255, 14 carreras impulsadas y 19 bases robadas en 53 partidos.
A la edad de 21 años, Reyes fue colocado como el primer bate de la alineación de los Mets en su primera temporada completa en las Grandes Ligas. A pesar de decaer un poco con su disciplina en el plato - sólo tuvo 27 boletos en un récord de liga de 733 apariciones en el plato - terminó la temporada con números sólidos. En 161 partidos en los que tuvo 48 hits de extrabases, 58 remolcadas y 60 bases robadas. Reyes encabezó la Liga Nacional en bases robadas y encabezó las Grandes Ligas en triples. Sin embargo, también encabezó a todos los torpederos de la Liga Nacional en errores con 18.

### 2006-2007

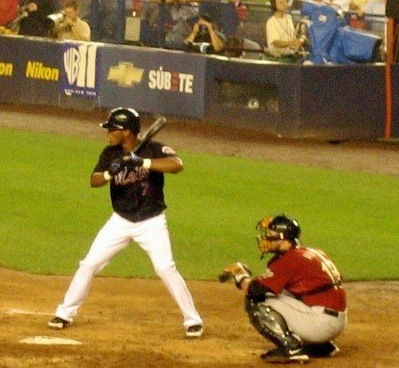
Reyes al bate en julio de 2006 contra los Astros de Houston

Durante los entrenamientos de primavera en 2006, los Mets trajeron al exjugador Rickey Henderson como un instructor especializado. Una de las razones por las que Henderson fue contratado era para que ayudara a Reyes en el arte de embasarse y en el robo de bases - Habilidades en la que Henderson se destacó a lo largo de su carrera.
Reyes ganó los honores de Jugador de la Semana en la Liga Nacional para la semana a partir del 12 al 19 de junio, convirtiéndose en el primer jugador de los Mets en ser nombrado el Jugador de la Semana de la Liga Nacional por dos semanas consecutivas desde que Jesse Orosco en 1983. Durante este período de dos semanas, Reyes tuvo 30 hits en 57 turnos al bate (un promedio de bateo de.526) y elevó su promedio de bateo de la temporada de.246 a.302. El 21 de junio de 2006 en una derrota de 6-5 contra los Rojos de Cincinnati, Reyes bateó para el ciclo, convirtiéndose en el noveno Met en hacerlo en la historia del equipo.
La personalidad extrovertida de Reyes empezó a hacer de él un favorito de los fanáticos en Nueva York. Se hizo muy conocido por los apretones de manos elaborados que crea con sus compañeros para celebrar carreras anotadas. Conocido como el "profesor Reyes", ya que enseña a los asistentes al Shea Stadium la lengua española entre cada inning en la pantalla Diamond Vision del estadio, esta ayuda hace de él uno de los jugadores de los Mets más populares.
El 3 de agosto de 2006, Reyes firmó una extensión de contrato por cuatro años y $23.25 millones de dólares con los Mets, a fin de evitar el arbitraje salarial. El contrato incluye una opción de $11 millones para el 2011, con un buy-out de 500,000 dólares si los Mets no recogen la opción. Reyes también recibió un bono por firmar de $1.5 millones de dólares.

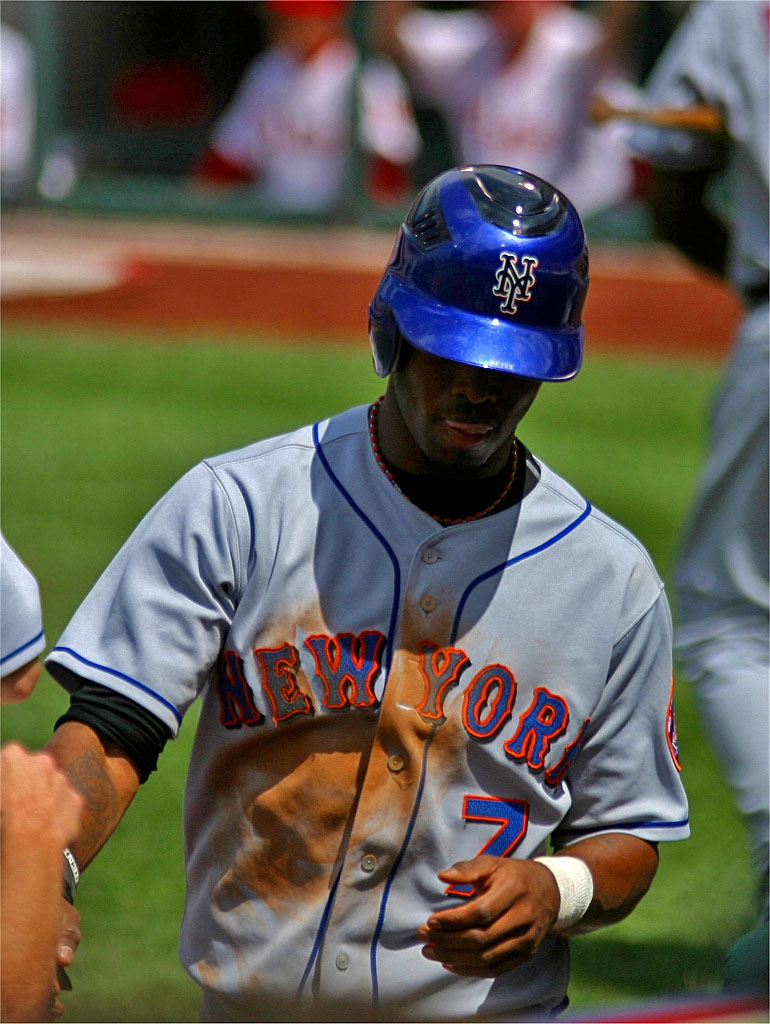
Reyes en su saludo habitual después de anotar

El 15 de agosto de 2006, Reyes conectó tres jonrones en una derrota de 11-4 contra los Filis de Filadelfia en el Citizens Bank Park de Filadelfia. Dos días más tarde, se convirtió en el segundo jugador en la historia de los Mets en registrar al menos 50 bases robadas en temporadas consecutivas. El 7 de septiembre de 2006, Reyes bateó el primer cuadrangular de su carrera dentro del parque, contra los Dodgers de Los Ángeles en el Shea Stadium. Reyes fue cronometrado en 14.81 segundos en su carrera alrededor de las bases - el equivalente a correr 100 metros planos en círculos en unos 13.5 segundos.
A medida que la temporada de 2006 avanzaba, Reyes estaba en busca de una hazaña poco común - llegar a 20 jonrones, 20 triples, 20 dobles y 20 bases robadas. Reyes terminó la temporada regular de 2006 con un promedio de.300, 19 jonrones, 81 carreras impulsadas, 122 carreras anotadas y 64 bases robadas en 153 juegos. Aumentó su porcentaje de embasarse a 54 puntos, y su porcentaje de slugging fue de casi 100 puntos más que en 2005. La tasa de boletos tamodos por Reyes aumentó casi el doble - en 30 apariciones menos en el plato, pasó de 27 a 53 boletos. También mostró una mejora similar en el campo de juego - en el año 2006 tenía un factor de rango de 3.86, el más bajo de todos los torpederos de Grandes Ligas. Reyes ganó el premio Bate de Plata, fue seleccionado a su primer Juego de Estrellas, y terminó séptimo en la votación para Jugador Más Valioso de la Liga Nacional.
Los Mets aseguraron su lugar en los playoffs, y Reyes experimentó en la postemporada por primera vez en su carrera. Hizo su debut en los playoffs el 4 de octubre de 2006 contra los Dodgers de Los Ángeles en la Serie Divisional de la Liga Nacional de 2006. A pesar de que bateó apenas.167 en la serie, tuvo una gran actuación en situaciones clave, anotando la carrera del triunfo en el Juego 1, remolcando la carrera de la ventaja en el Juego 2, y tocando la carrera del empate en el sexto inning del Juego 3. En el Juego 6 de la Serie de Campeonato de la Liga Nacional de 2006 contra los Cardenales de San Luis y frentando la eliminación, Reyes conectó un jonrón para abrir la primera entrada y reactivar a su equipo forzando un juego decisivo en el Juego 7, que los Mets perdieron 3-1.

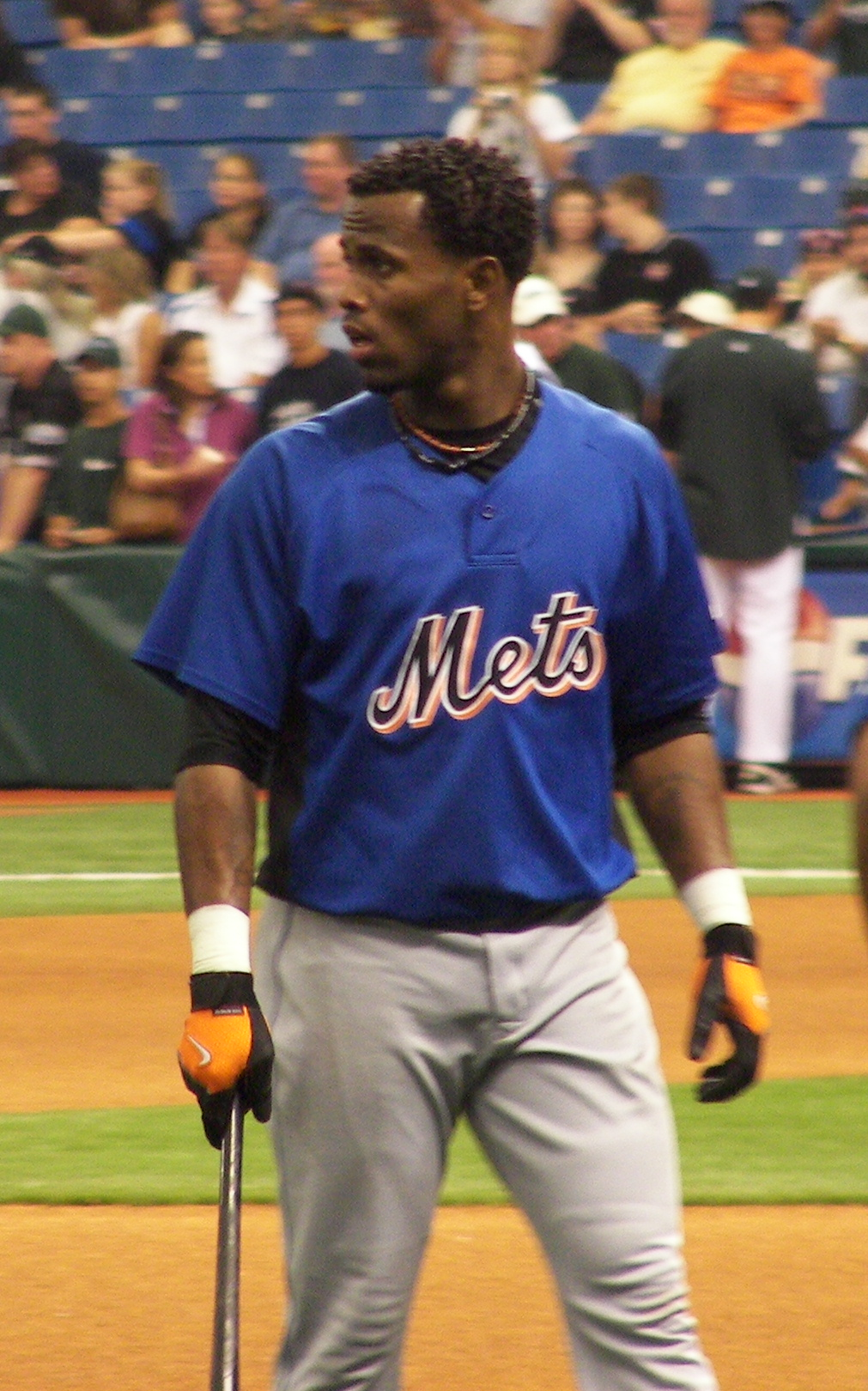
Reyes durante un partido contra los Devil Rays de Tampa en los entrenamientos de primavera de 2007

En noviembre de 2006, Reyes participó en la Serie del Juego de Estrellas de las Grandes Ligas de Béisbol en Japón junto con sus compañeros de equipo John Maine y David Wright. Bateó un walk-off home run de dos carreras en la 10.ª entrada del Juego 5, dando al equipo de MLB su primera barrida de sus rivales NPB.
El 12 de julio de 2007, Reyes conectó el noveno jonrón de su carrera como primer bate contra el lanzador de los Rojos de Cincinnati Bronson Arroyo, estableciendo un nuevo récord para la franquicia.
En agosto, Reyes robó su base número 50 de todo el año, convirtiéndose en el primer jugador de béisbol de Nueva York en robar 50 bases o más en tres temporadas consecutivas. El 22 de agosto de 2007, Reyes se robó su base 65, 66, y 67, rompiendo el récord de Roger Cedeño como el mayor robador de bases en una sola temporada. Reyes también empató el récord de los Mets por robar al menos una base en cuatro juegos consecutivos.
En el último mes de la temporada, las faltas de Reyes eran vistas como un componente clave del colapso histórico de los Mets a final de la temporada. Bateó para.205 y tuvo un porcentaje de embasarse de solamente.279. Sus bajas trajo críticas por parte de fanáticos de los Mets. Reyes terminó la temporada con un promedio de bateo de.280, 60 extrabases, 12 jonrones, 57 remolcadas y 78 bases robadas en 160 juegos.

### 2008–2009
En los entrenamientos de primavera y la primera parte de la temporada 2008, Reyes ejecutó un plan para enfocarse un poco más en el béisbol, y un poco menos en el show escénico - como por ejemplo bailar en el dugout después de dar un jonrón - que fue criticado durante la última parte de 2007 cuando los Mets estaban decayendo. Uno de los cambios involucró también el segmento de Profesor Reyes, que lo hacía entre innings en el Shea Stadium, donde enseñaba a la fanaticada palabras y frases en español.
El 3 de julio, el amigo de infancia de Reyes, Argenis Reyes fue llamado desde Triple-A. Cuando Argenis jugó, él y José formaron el infield para los Mets, con Argenis Reyes en la segunda base. El 20 de julio, Reyes superó a Mookie Wilson como el miembro de los Mets de todos los tiempos líder en triples después de llegar al triple 63 de su carrera en el cuarto inning de un juego contra los Rojos de Cincinnati.
El 10 de septiembre de 2008, Reyes rompió el récord de los Mets de todos los tiempos en bases robadas, anteriormente en manos de Mookie Wilson, con la 282 base robada de su carrera en el tercer inning de un juego ante los Nacionales de Washington. Después de robar segunda base para romper el récord, luego se robó la tercera y anotó la carrera de la ventaja con sencillo de David Wright. El 23 de septiembre de 2008, Reyes logró su primera temporada con 200 hits, con un triple que limpió las bases. Es el segundo miembro de los Mets en llegar a este hito, después de que Lance Johnson en 1996. Reyes terminó la temporada con un promedio de bateo de.297, con 72 extrabases (incluyendo récord de 19 triples), 68 remolcadas y 56 bases robadas.
Unos días antes de los entrenamientos de primavera, el mánager de los Mets Jerry Manuel anunció que estaba considerando mover a Reyes de primer bate a segundo o tercero en el line-up. Sin embargo, la participación de Reyes en el Clásico Mundial de Béisbol significó una disminución en su tiempo de juego en el campo de entrenamiento de los Mets, lo que llevó al mánager Manuel a decidirse mover de nuevo a Reyes como primer bate. Sobre esta decisión, Reyes dijo: "Ahí es donde he bateado durante toda mi vida... Me gusta ser un primer bate".
El 3 de mayo de 2009, Reyes fue colocado en la lista de lesionados debido a una lesión en la pantorrilla. Reyes esperaba estar de vuelta a principios de junio, pero cuando se recuperaba de la lesión él mismo se retiró de un juego de entrenamiento primaveral; una resonancia magnética al día siguiente reveló un desgarro, la cual Reyes confirmó que era diferente a la lesión anterior. Se consideró llamarlo en septiembre, pero sufrió otra lesión en una corva derecha rota, mientras hacía trabajos de rehabilitación en agosto.

### 2010

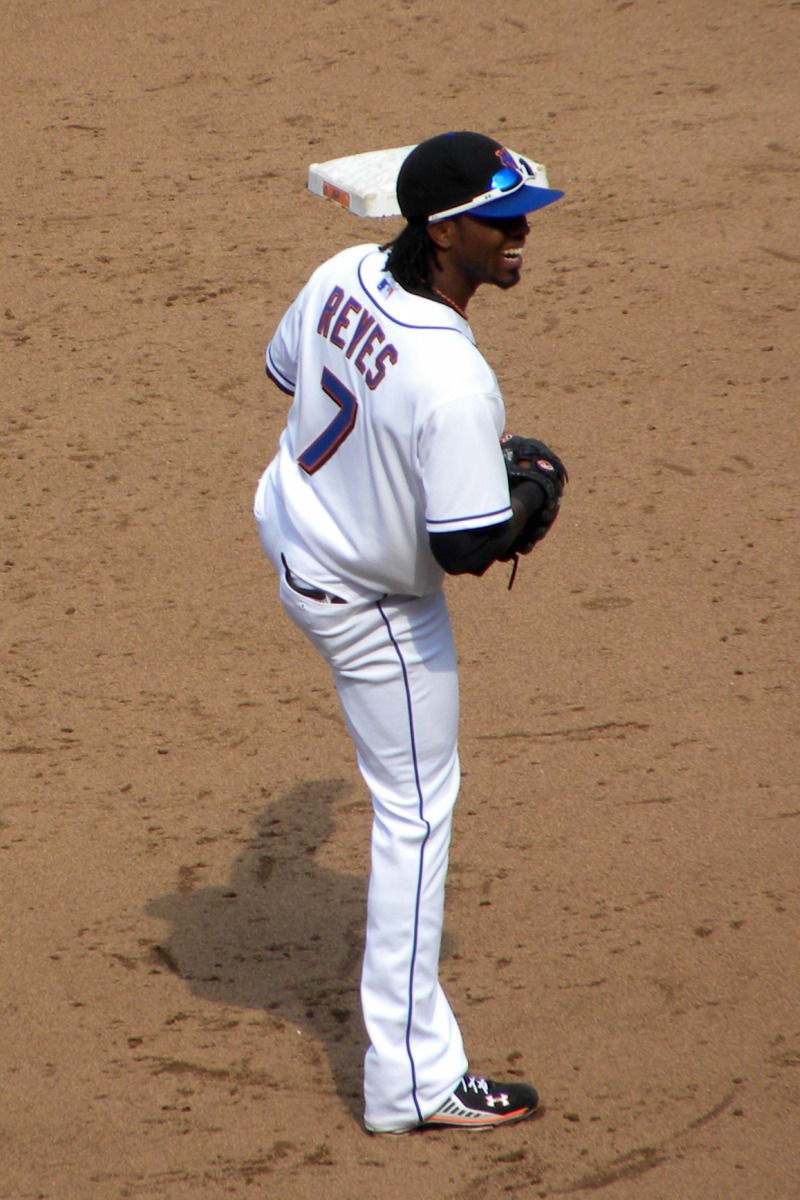
Reyes cubriendo el campocorto en 2010

El 11 de marzo de 2010, Reyes fue diagnosticado con hipertiroidismo y se le ordenó cesar la actividad de entrenamiento de primavera. El 23 de marzo, los niveles de tiroides de Reyes volvieron a la normalidad y fue autorizado a jugar. Fue colocado en la lista de lesionados de 15 días y se perdió el inicio de la temporada regular. El 25 de mayo de 2010, bateó el hit número 1000 de su carrera contra el lanzador de los Filis Jamie Moyer.
El 8 de junio, Reyes bateó un jonrón para empatar un juego en el séptimo innings con dos outs que tuvo que ser verificado. El batazo fue originalmente decretado como un doble, ya que la pelota volvió a entrar en el terreno. Los Mets ganaron el partido en el innings 11 con un batazo del primera base Ike Davis.
El 19 de junio, Reyes abrió el partido bateando un jonrón en solitario contra Phil Hughes. En su próximo turno al bate conectó un cuadrangular de dos carreras contra Phil Hughes.
El 4 de julio de 2010, Reyes fue seleccionado para su tercer Juego de Estrellas, pero no pudo ir debido a una lesión, por lo tanto, el campocorto de los Dodgers, el dominicano Rafael Furcal reemplazó a Reyes. Sin embargo Reyes asistió al Juego de Estrellas con su familia.

### 2011
El 28 de junio, en el juego 1000 de su carrera, Reyes robó su base 360. Esto lo puso en el top 100 de todos los tiempos en bases robadas de la MLB. Hasta el 27 de julio, Reyes lidera las Grandes Ligas con un promedio de bateo de.347, 137 hits, y 16 triples, además de 4 jonrones, 33 carreras impulsadas, y 32 bases robadas (segundo en las Grandes Ligas).
Reyes fue elegido como el campocorto de la Liga Nacional en el Juego de Estrellas 2011. Sin embargo, no participó debido a un tendón de la corva desgarrado.
A lo largo de la temporada, hubo conversaciones sobre el futuro de Reyes y si seguiría con los Mets. Él decidió que no quería hablar de ello hasta el final de la temporada. Además de ser uno de los principales objetivos para los equipos en la agencia libre, se vio involucrado en conversaciones comerciales con varios equipos, pero los Mets decidieron mantenerlo para el resto de la temporada e hicieron un esfuerzo para volver a firmarlo.
Reyes fue colocado una vez más en la lista de lesionados debido a una lesión en un tendón de la corva izquierdo.
En el día final de la temporada, después de tocar para un sencillo en su primer turno al bate en la primera entrada, Reyes le pidió a su mánager que lo sacara del juego, poniendo fin a su temporada con un promedio de bateo de.337, dos puntos por delante de Ryan Braun de los Cerveceros de Milwaukee en la competencia por el título de bateo de la Liga Nacional. Braun se fue de 4-0 al final del día para terminar en.332. Reyes se convirtió en el primer Met en la historia de la franquicia en ganar un título de bateo. Reyes jugó en 126 partidos en el 2011, la menor cantidad de partidos jugados por un campeón de bateo desde Manny Ramírez con 120 partidos jugados en 2002. Después de la temporada, Reyes se convirtió en agente libre.
El 7 de diciembre de 2011, fue divulgado por Associated Press que Reyes firmó un contrato de seis años y $106 millones de dólares con los Marlins de Miami.
En el mes de noviembre del 2012, se confirma la llegada de José Reyes, procedente de Miami Marlins en el mega cambio entre Toronto y Miami. Jose Reyes acompañado de John Buck, Mark Buehrle y Emilio Bonifacio jugarían la próxima temporada 2013 en Toronto.

## Fuera de Grandes Ligas
Reyes representó a la República Dominicana en el Clásico Mundial de Béisbol 2006. En 6 turnos al bate, Reyes registró un hit y una carrera anotada, así como dos bases robadas.
Reyes fue llamado otra vez al equipo de República Dominicana para el Clásico Mundial de Béisbol 2009. Reyes terminó el torneo con apenas un hit y 2 anotadas en 9 turnos al bate.
Participó en el Clásico Mundial de Béisbol 2013 donde fue de gran importancia para el equipo de República Dominicana y así lograr ir invictos a la final donde se enfrentaron al equipo de Puerto Rico para ganar (3-0).

## Vida personal
Reyes vive en Manhasset, Nueva York con su esposa, Katherine. Tienen tres hijas. Reyes era un amigo cercano del ex lanzador derecho José Lima. Cuando murió Lima el 23 de mayo de 2010, Reyes dijo: "Él es el tipo más gracioso que jamás podrías conocer, siempre sonreía, siempre estaba feliz. Fue bueno conocerlo. Es un día realmente muy duro... Lo he conocido durante mucho tiempo. la gente en la República Dominicana ama a este hombre en gran cantidad, por lo que es un día muy duro no sólo para el pueblo dominicano, sino para todo el mundo por la clase de tipo que era."

## Carrera musical
En su tiempo libre, Reyes se dedica a la música (principalmente a la música urbana). Reyes creó un sello discográfico llamado El 7 Music, cuyo nombre fue inspirado por su número de uniforme.
En mayo de 2011, Reyes lanzó su canción debut, "Bate Roto", la cual se promocionó en las estaciones de radio en español y en los clubes nocturnos en los Estados Unidos y la República Dominicana. En julio, se dio a conocer un vídeo de su canción "No Hay Amigo", junto con los cantantes urbanos Julio Voltio, Vakeró, Poeta Callejero y Big Mato.
Cuenta con dos producciones discográficas: El Pelotero (2021) y Místico (2023), con participación de diversos artistas y productores de música urbana latina como Arcángel, Duki, Jon Z, Eladio Carrión, Chimbala, Emy Luziano, entre otros.

## En los medios
El 7 de diciembre de 2007, Reyes fue anunciado como el atleta de portada para el videojuego Major League Baseball 2K8 de 2K Sports, elegido por encima del campocorto estelar de los Yanquis de Nueva York Derek Jeter. Reyes fue además el atleta de portada para el spin-off para Nintendo DS, Major League Baseball 2K8 All-Stars, aunque en forma de caricatura.
En 2023, se sumó a la nueva temporada del reality de Telemundo, La Casa de los Famosos, para convivir con otros reconocidos artistas como Thalí García, Gregorio Pernía, Lupillo Rivera y Maripily Rivera.

## Premios y momentos estelares en las ligas menores
- 2 veces Jugador del Año de las ligas menores como miembro de organización los Mets de Nueva York.
- All-Star en nivel Low-A (2001)
- Primer equipo All-Star en las ligas menores (2002)
- All-Star de la Florida State League en 2002
- All-Star de la Eastern League en 2002
- MVP del Juego de Futuras Estrellas en 2002